# Foameix-Ornel
 Foameix-Ornel  là một xã thuộc tỉnh Meuse trong vùng Grand Est đông nam nước Pháp. Xã này nằm ở khu vực có độ cao trung bình 222 mét trên mực nước biển.